# Loose (gruppo musicale)
I Loose sono un gruppo punk rock e garage punk di Tolentino in provincia di Macerata.

## Storia
Ad un concerto di Deniz Tek svoltosi a Tolentino nel febbraio 1996 Max Contigiani conosce Paolo Petrini del gruppo garage punk Paperoga & the Fuzz Ducks entrando di li a poco nella band che cambierà poi il nome in Loose. Tra il '96 ed il '97 realizzano con un multitraccia a cassetta tre demotape R'n'R Soldiers, Weird e Loose che ne documentano gli esordi. In questo periodo il gruppo composto da Paolo Petrini (voce e chitarra), Maurizio Porcarelli (chitarra ritmica), Gianvincenzo Lombi (tastiere), Cristiano Gradozzi (Batteria), Giacomo Gradozzi (Basso), Max Contigiani (voce e chitarra) inizia un'intensa attività live e partecipazione a diversi festival italiani.
Nel 1998 con questa formazione pubblicano il primo 7" per la Sham Foundation dal titolo Be Loose.
Nel 1999 iniziano la registrazione del loro primo album al R.I.P. Leo recording studio. L'LP vedrà la luce dopo 6 mesi di registrazione con il titolo Kiss Your Ass Goodbye! ottenendo consensi soprattutto in USA, Australia e Francia con una lunga serie di concerti che li vide anche di supporto al tour Italiano degli americani Ballbusters. I Loose stabiliranno durante il tour uno stretto legame con i Ballbusters, con i quali nel corso della loro carriera realizzeranno 4 tour in Italia ed uno in USA. Kiss Your Ass Goodbye! fruttò poi numerose partecipazioni a compilation italiane e straniere.
Nel frattempo la formazione vede l uscita dei fratelli GRADOZZI e del chitarrista PORCARELLI. Alla batteria subentra ANDREA TADDEI,  vecchia conoscenza della band, e LUCA GIUSTOLISI DI Macerata, al basso. 
Nel 2001 pubblicano Untamed!, quattro brani su 7" per la statunitense Rockin’ House Records. Questo fu l'ultimo album pubblicato con un gruppo di sei elementi, attraversando da qui in poi continue trasformazioni d'organico. Sempre nel 2001 parteciparono alle compilazioni tributo Where The Action Is - A Tribute To Radio Birdman curata da Roberto Calabrò, che li vide in compagnia di band come Crummy Stuff, Thee S.T.P., The Alley 'Gators, Meat For Dogs ed altri, e License To Hear (A Tribute To James Bond) prodotta dalla etichetta francese 442ème Rue e furono inseriti nelle compilazioni della rivista Metallic OK diretta da Claudio Sorge.
Nel 2002, dopo un tour italiano con i Ballbusters, i Loose incidono il loro Rock The Fuck On! per la Punch Records. Al disco seguì un nuovo tour con i newyorkesi She-Wolves. Nel 2004 il gruppo si sciolse per riunirsi solo qualche anno dopo.
Nel 2011 esce il loro terzo album dal titolo Dodge This!.
Nel corso degli anni il gruppo ha aperto concerti per band come Deniz Tek & Scott Morgan, The Makers, Sonny Vincent Band, The Fleshtones, Rick Blaze & The Ballbusters, The Echodrive, The Strap-Ons, Doctor Explosion.

## Produzioni

### Album in studio
- 1999 - Kiss Your Ass Goodbye!
- 2003 - Rock The Fuck On!
- 2011 - Dodge This!

### EP
- 1998 - Be Loose
- 2005 - Untamed!

### Split
- 2001 - War On Jive (Con i Ballbusters)

### Compilation
- 2001 - License To Hear - A Tribute To James Bond - con il brano Living Daylights
- 2001 - Where The Acion Is - A Tribute To Radio Birdman - con il brano Anglo Girl Desire
- 2001 - Rock'n'Roll War numero 2
- 2001 - A Fistful Of Rock'n'Roll vol. 13
- 2001 - Metallic KO numero 2
- 2002 - Space Patrol In Mission! - con il brano Fade Away
- Metallic KO numero 3 - Tributo ai Ramones
- 2007 - A Fistful Of Rock N' Roll Volume 13 Parts 2 - con il brano Underground Pride
- 2019 - Adriatic Ghost Sounds Vol.1 - con il brano On The Loose